# Cariari
Cariari es el quinto distrito del cantón de Pococí, en la provincia de Limón, de Costa Rica.

## Historia
Cariari fue creado el 2 de julio de 1971 por medio de Decreto Ejecutivo 1825-G. Segregado de Guápiles.

## Ubicación
La cabecera homónima es un poblado rural en expansión tanto comercial y a nivel agrícola, ubicado a unos 23 kilómetros al norte de la ciudad de Guápiles y a 109 km al noreste de San José, la capital de la nación.

## Geografía
Cariari cuenta con un área de 201,03 km² y una altitud media de 50 m s. n. m.
Posee un relieve plano en su mayor parte, por lo que en esta región se encuentran una gran cantidad de fincas bananeras (el 80% del cantón de Pococi), unidas entre sí por una vasta red de caminos, en su gran mayoría caminos de grava o lastre. 
Visto desde las alturas, el terreno de Cariari se presenta en la parte llana como una sabana, con el verde intenso de los bananales sobresaliendo en muchas áreas; y con grandes extensiones despobladas, y sitios que muestran innumerables ríos y caños.

## Demografía
Para el año 2022, Cariari cuenta con una población estimada de 37 832 habitantes, y para el último censo efectuado, en 2011, Cariari contaba con una población de 34 176 habitantes.
Es uno de los distritos más densamente poblados de la provincia.

## Localidades
- Comunidades: Astúa-Pirie, Campo de Aterrizaje (Pueblo Triste), Formosa, Palermo.
- Poblados: Los Ángeles, Banamola, Boca Guápiles (parte), Campo Uno, Campo Cuatro, Campo Dos, Campo Tres, Campo Tres Este, Campo Tres Oeste, Esperanza (Cantarrana), Caño Chiquero, Carolina, Ceibo, Coopecariari, Cuatro Esquinas, Encanto, Frutera, Gaviotas, Hojancha, Maná, Monterrey, Nazaret, Progreso, Pueblo Nuevo, Sagrada Familia, San Miguel, Semillero, Vega de Río Palacios, Zacatales.

## Educación
Centro Educativo San Francisco de Asís-Cariari, Centro Educativo El Ceibo, Centro Integrado de la Educación para Jóvenes y Adultos (de ahora en adelante, CINDEA*) Cariari-Campo Dos, CINDEA de Cariari-Central, Liceo Rural Palacios-Ceibo, Colegio Técnico Profesional Las Palmitas, Escuela Astúa Pirie, Escuela Los Ángeles , Escuela Campo Cinco, Escuela Campo Kennedy, Liceo Cariari (primer -a la fecha- colegio de la provincia de Limón que cuenta con el Programa de Bachillerato Internacional, a partir del 2013), Liceo Cuatro Esquinas.

## Economía
En la actualidad (al igual que en el resto del cantón), las principales actividades económicas son agropecuarias: cultivos extensivos de banano y  piña, la siembra de granos básicos y la ganadería. 
Hay regiones de gran interés turístico por la belleza del paisaje, en las cuales se podría fomentar el turismo rural y ecológico de manera directa. 

## Transporte

### Carreteras
Al distrito lo atraviesan las siguientes rutas nacionales de carretera:
- Ruta nacional 247
- Ruta nacional 249
- Ruta nacional 814